# Rudolf Fenzl
Rudolf Maximilian Fenzl (* 23. Oktober 1867 in Währing, Österreich-Ungarn; † 1908 vermutlich in Wien) war ein österreichischer Zeichner und Lithograph, der am Ende des 19. Jahrhunderts in Wien tätig war.

## Leben und Werk
Rudolf Fenzl wurde am 23. Oktober 1867 als dritter Sohn des Oberlehrers Franz Fenzl (1832–1912) und seiner Ehefrau Maria (geb. Andri, 1837–1883) in der damals noch selbstständigen Gemeinde Währing im heutigen gleichnamigen 18. Wiener Gemeindebezirk geboren.
Über die Jugendjahre Fenzls ist kaum etwas bekannt. Er wuchs mit zwei älteren Brüdern, darunter der spätere Kunstmaler Emil Fenzl (1865–1921), im Haus Nummer 448 in Währing auf und absolvierte zunächst eine Ausbildung zum Ziseleur. Später wandte er sich dem Zeichnen zu und arbeitete erfolgreich als Porträtlithograph in Wien.
Im Alter von 23 Jahren heiratete Fenzl am 12. Juli 1891 in der Wiener Brigittakirche die junge Witwe Anna Carolina Popp, geb. Hanisch (* 1868). Mit ihr lebte er zu jener Zeit im Haus Treustraße Nummer 30. Ob aus dieser Ehe Kinder hervorgingen, ist nicht bekannt. Mehreren Quellen zufolge starb Rudolf Fenzl im Jahr 1908. Über die Umstände seines frühen Todes und das genaue Datum fehlen nähere Angaben. Es darf angenommen werden, dass Fenzl in seiner Heimatstadt Wien starb.

## Werk

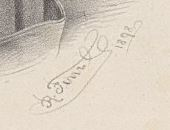
Signatur R. Fenzl 1898

Bekannt wurde Fenzl durch eine Vielzahl von Porträtlithographien zeitgenössischer Persönlichkeiten, die er in der Zeit von 1889 bis 1907 anfertigte, darunter Professoren verschiedenster Fachgebiete der Universität Wien, Wissenschaftler, Komponisten, Adlige, Politiker, Juristen und kirchliche Würdenträger. Damals benutzten die Lithographen schon Porträtfotografien als Vorlagen für ihre Lithographien; auf diese Weise konnte Fenzl auch Porträts von bereits verstorbenen prominenten Personen herstellen. Von dem Mediziner Theodor Billroth ist jedoch bekannt, dass Fenzl dessen Porträtlithographie nach einer Zeichnung erstellte, die er selbst „nach der Natur gezeichnet“ hatte.
Seine Signatur „R. Fenzl“ – selten auch „Rudolf Fenzl“ – setzte der Künstler in schwungvoller, verschnörkelter Schrift gut sichtbar meist rechts in den unteren Bereich der Bilder, aber nur manchen fügte er zusätzlich eine Jahreszahl oder ein genaues Datum bei. Auf vielen seiner Lithografien wird als Herausgeber „Ed. Ulmayer. Wien XVIII. Theresiengasse 8“ angegeben; gedruckt wurde bei „L. Schilling, Wien“.
Heute befinden sich zahlreiche Lithographien Fenzls in den Bildarchiven der Österreichischen Nationalbibliothek und der Universität Wien, einzelne auch in anderen Institutionen wie beispielsweise im Geographischen Institut der Humboldt-Universität Berlin, das in seiner Fotosammlung ein von Fenzl geschaffenes Porträt des Geologen Eduard Suess besitzt.

## Porträtlithographien (Auswahl)

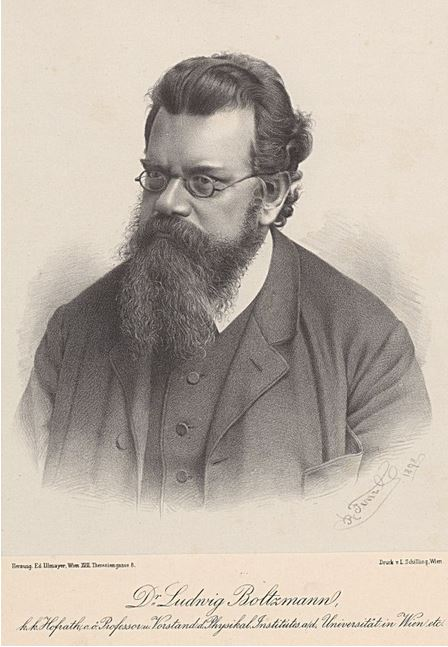
Ludwig Boltzmann, porträtiert 1898

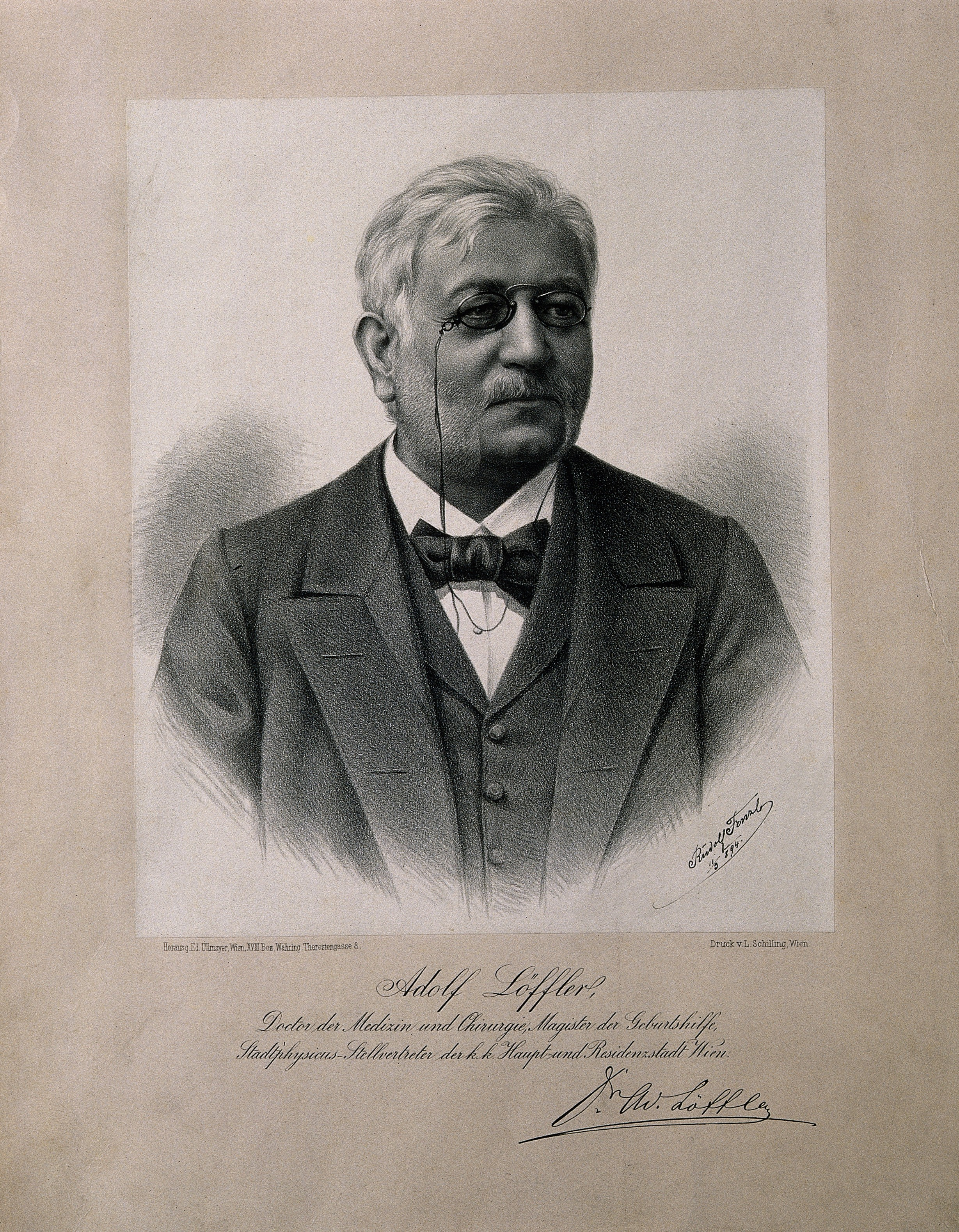
Adolf Löffler, porträtiert 1894

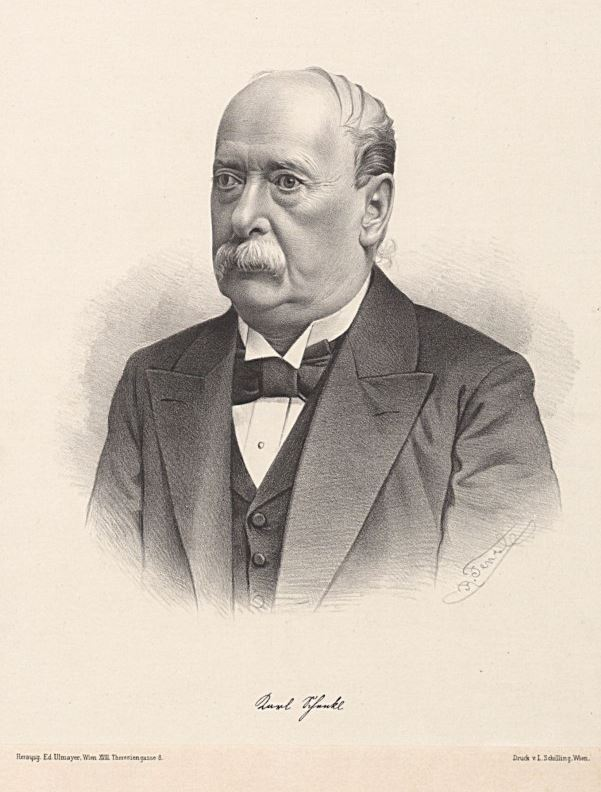
Karl Schenkl

- 1890: Joseph Alexander von Helfert, Politiker und Historiker (Digitalisat, Österreichische Nationalbibliothek)
- 1894: Adolf Löffler (1836–1922), Wiener Stadtphysikus (Digitalisat in der Wellcome Collection, London)
- 1894: Adolf Lorenz, Orthopäde (Digitalisat, Universität Wien)
- 1895: Anton Kerner von Marilaun, Botaniker und Begründer der Pflanzensoziologie (Digitalisat, Österreichische Nationalbibliothek)
- 1895: Anton Hye von Gluneck, Jurist und Politiker (Digitalisat, Universität Wien)
- 1895: Julius Wiesner, Botaniker (Digitalisat, Universität Wien)
- 1896: Anton Bruckner, Komponist und Musikpädagoge (Digitalisat, Österreichische Nationalbibliothek)
- 1896: Albert von Mosetig-Moorhof, Chirurg (Digitalisat, Universität Wien)
- 1898: Ludwig Boltzmann, Physiker und Philosoph (Digitalisat, Universität Wien)
- 1898: Josef Scheicher, Priester und Politiker (Digitalisat, Österreichische Nationalbibliothek)
- 1898: Wilhelm Ritter von Hartel, Philologe und Politiker (Digitalisat, Universität Wien)
- 1898: Ferdinand Löwe, Dirigent (Digitalisat, Österreichische Nationalbibliothek)
- 1898: Julius Epstein, Pianist und Musikpädagoge (Digitalisat)
- 1900: Josef Stefan, Mathematiker und Physiker (Digitalisat, Universität Wien)
- 1900: Friedrich Schauta, Gynäkologe (Digitalisat, Universität Wien)
- 1901: Konrad Natterer (1860–1901), Erforscher der Chemie des Meeres (Digitalisat, Universität Wien)
- 1901: Eduard Suess, Geologe und Entdecker (Digitalisat, Fotosammlung des Geographischen Institutes der Humboldt-Universität zu Berlin)
- 1901: Joseph Hellmesberger junior, Dirigent und Komponist (Digitalisat)
- 1901: Anton Joseph Gruscha, Erzbischof von Wien(Digitalisat, Universität Wien)
- 1901: Wilhelm Anton Neumann, Theologe, Archäologe und Mediävist (Digitalisat, Universität Wien)
- 1902: Erzherzog Rainer von Österreich, (Digitalisat, Universität Wien)
- 1902: Albert Ehrhard, Kirchenhistoriker (Digitalisat, Universität Wien)
- 1903: Bernhard Peitl (1847–1906), Probst des Stiftes Klosterneuburg (Digitalisat, Österreichische Nationalbibliothek)
- 1903: Robert Fuchs, Komponist (Digitalisat, Österreichische Nationalbibliothek)
- 1904: Viktor Uhlig, Geologe und Paläontologe (Digitalisat, Österreichische Nationalbibliothek)
- 1906: Franz von Jauner, Schauspieler und Theaterdirektor (Digitalisat, Österreichische Nationalbibliothek)
- 1907: Prinz Aloys von und zu Liechtenstein (Digitalisat, Österreichische Nationalbibliothek)
- o. J.: Theodor Billroth, Mediziner und Begründer der Bauchchirurgie
- o. J.: Carl Claus, Zoologe und Vergleichender Anatom (Digitalisat, Universität Wien)
- o. J.: Eduard Hanslick, Musikästhetiker und -kritiker (Digitalisat, Österreichische Nationalbibliothek)
- o. J.: Alexander Kolisko, Anatom und Pathologe (Digitalisat, Österreichische Nationalbibliothek)
- o. J.: Karl Lueger, Politiker und Wiener Bürgermeister (Digitalisat, Niederösterreichische Landesbibliothek)
- o. J.: Pius Richter (1818–1893), Komponist, Pianist und Hofkapellmeister (Digitalisat, Österreichische Nationalbibliothek)
- o. J.: Karl Schenkl, Philologe (Digitalisat, Universität Wien)
- o. J.: Michael Thonet, Pionier des Möbeldesigns (Digitalisat)
- o. J.: Emanuel Kusy Ritter von Dubrav (1844–1905), Hygieniker und Organisator des Gesundheitswesens in Österreich-Ungarn (Digitalisat, Universität Wien)